# Gia tộc Gracie

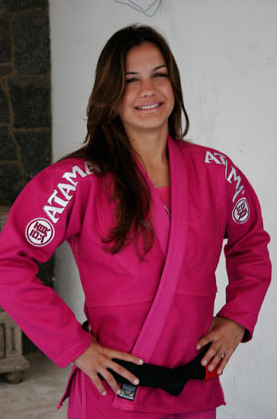
Kyra Gracie - nữ võ sĩ tiêu biểu của gia tộc

Gia tộc Gracie hay Gia tộc Gracielo (phát âm tiếng Bồ Đào Nha: [ˈɡɾejsi]) là một gia đình nhiều thế hệ có truyền thống võ thuật ở Brasil, gia tộc này là đồng sáng lập ra môn võ Nhu thuật Brazil (môn võ kế thừa từ Nhu thuật của Nhật Bản do Maeda Mitsuyo truyền bá kết hợp với các đòn thế của môn vật, võ tự do (vale tudo). Gia tộc này được khởi đầu từ ông George Gracie, một người Scotland đến định cư tại Brasil vào năm 1826 khi mới 25 tuổi. Gia tộc này đã để lại nhiều võ sĩ xuất sắc cho Brazil cũng như để lại di sản quý báu về võ học cho xứ này. Vào cuối những năm 90, gia tộc Gracie của Brazil gần như bất khả chiến bại với môn nhu thuật Brazil (Brazilian Jiu-Jitsu - BJJ) của họ đã thống trị các giải đấu MMA sơ khai trong thời kỳ đầu, dù vậy họ cũng gặp khắc tinh là võ sĩ Nhật Bản Kazushi Sakuraba với biệt danh Thợ săn Gracie ("Gracie Hunter") hay Sát thủ Gracie (Gracie Killer) với các trận toàn thắng của ông trước bốn thành viên củagia tộc gồm Royler Gracie, Renzo Gracie, Ryan Gracie và Royce Gracie. 

## Các thành viên
Các thành viên ưu tú của Gia tộc truyền thống này có thể kể đến như:
- Carley Gracie
- Carlion Gracie
- Carlos Gracie
- Carlos Gracie Jr.
- Carlos Robson Gracie
- Carlson Gracie
- Carlson Gracie Jr.
- Cesar Gracie
- Cesar Gracie (con của Reylson)
- Charles Gracie
- Clark Gracie
- Crolin Gracie
- Crosley Gracie
- Daniel Gracie Simoes
- Flavia Gracie
- Frederico Gracie
- Gastão Gracie
- Gastão Gracie Jr.
- George Gracie
- Gregor Gracie Rangel
- Hanna Gracie
- Hélio Gracie
- Igor Gracie
- Karla Gracie
- Kayron Gracie
- Kenya Gracie
- Kron Gracie
- Kroyler Gracie Leao
- Kyra Gracie Guimarães
- Kyron Gracie
- Kywan Gracie Behring
- Neiman Gracie Stambowsky
- Oswaldo Gracie
- Ralek Gracie
- Ralph Gracie
- Ralston Gracie
- Relson Gracie
- Rener Gracie
- Renzo Gracie
- Reryckson Gracie
- Reylan Gracie
- Reylson Gracie
- Reyson Gracie
- Rhalan Gracie
- Rickson Gracie
- Rillion Gracie
- Riury Gracie
- Robin Gracie
- Rocian Gracie
- Rocian Gracie Jr.
- Rockson Gracie
- Rodrigo Gracie
- Roger Gracie Gomes
- Roggan Gracie
- Rolker Gracie
- Rolles Gracie Jr.
- Rolls Gracie
- Ronis Gracie Pereira
- Rorion Gracie
- Rosley Gracie
- Royce Gracie
- Royler Gracie
- Rulivan Gracie
- Ryan Gracie
- Ryron Gracie